# Chilón
Chilón är en ort i Mexiko.   Den ligger i kommunen Chilón och delstaten Chiapas, i den sydöstra delen av landet, 800 km öster om huvudstaden Mexico City. Chilón ligger 720 meter över havet och antalet invånare är 5 228.
Terrängen runt Chilón är kuperad åt nordost, men åt sydväst är den bergig. Chilón ligger nere i en dal som går i öst-västlig riktning. Runt Chilón är det ganska tätbefolkat, med 67 invånare per kvadratkilometer. Närmaste större samhälle är Yajalón, 11,1 km sydost om Chilón. I omgivningarna runt Chilón växer i huvudsak städsegrön lövskog.